# Abramo Albini
Abramo Albini (født 29. januar 1948 i Garzeno) er en italiensk tidligere roer.
Ved OL 1968 i Mexico City stillede Albini op i firer uden styrmand, hvor den øvrige besætning bestod af Tullio Baraglia, Renato Bosatta og Pier Angelo Conti Manzini. De blev nummer to i det indledende heat og vandt derpå opsamlingsheatet. I finalen var Østtyskland hurtigst og sikrede sig guld foran Ungarn, mens italienerne blev nummer tre.
Han deltog i samme disciplin ved OL 1972 i Mexico City, hvor italienerne blev nummer ti.

## OL-medaljer
- 1968:  Bronze i firer uden styrmand